# Кид vs. Кэт
Кид vs. Кэт («Кид ви-эс Кэт», «Кид ви-си Кэт» или «Кид версус Кэт») — англ. Kid vs. Kat — мультсериал, созданный компанией Studio B Productions, Decode Entertainment для Jetix Europe. Мультсериал посвящён напряжённым взаимоотношениям 10-летнего мальчика и кота, который на самом деле является космическим агентом.

## Сюжет
Главный герой — 10-летний мальчик по имени Куп Бартонбёргер. После того, как его младшая сестра приносит домой лысого кота по имени Мистер Кэт, Куп вынужден постоянно вести с ним борьбу, ведь он на самом деле хочет захватить мир, чтобы его сородичи переселились на Землю. Также он должен отправить на родную планету огромное количество кошачьего корма.
Кот хочет уничтожить Купа, так как тот всё время мешает ему воплотить его планы в жизнь и захватить нашу планету. Куп и его лучший друг Дэннис вынуждены вдвоём противостоять Коту, так как все доказательства инопланетного происхождения мистера Кэта тем или иным образом пропадают, а рассказам Купа никто не верит.

## Персонажи

### Главные герои
- Купер (Куп) Бартонбёргер (англ. Coop Burtonburger) — 10-летний[3] мальчик, знающий, что Мистер Кэт — злой пришелец-кот, пытающийся его убить. Куп знает, что Кот хочет захватить Землю и поработить живущих на ней людей, и всячески пытается противостоять этому. Часто Мистер Кэт подставляет Купа, ломая вещи и крадя гномов. Имеет плохие оценки из-за кота. Лучший друг Купа — Деннис. Часто из-за кота Куп и его младшая сестра Милли ссорятся. Купу отвратительна Фиби, которая в него влюблена. На самом деле Куп любит троюродную правнучку миссис Мансон — Фиону.
- Мистер Кэт (Кот) (англ. Mr. Kat) — космический агент, попавший на Землю неслучайно. Он, как лучший воин своего мира, прибыл на Землю для того, чтобы исправить проблему с мусором и едой на своей планете (кошачье население собирается переселиться на Землю, так как их планета завалена мусором.) Хочет связаться со своим родным миром, однако каждый раз Куп сводит на нет его попытки. Из-за этого Мистер Кэт мстит Купу. Никто, кроме Купа, бабушки и дедушки Купа, Фионы и Денниса, не знает о том, что кот — внеземной агент, хотя и считают, что он похож на лысую крысу. В каждой серии делает хитроумное устройство из подручных материалов (каждый раз Куп его ломает). Мистер Кэт имеет возлюбленную, кошку-пришельца Доктора К. Не любит мыться в ванной, но сам по себе очень чистоплотен. Невероятно силён, быстр, но при этом раздражителен и вспыльчив, не любит, когда ему мешают. Не имеет шерсти. Любит мелодрамы, транслируемые на его планете. Поначалу терпеть не может свою хозяйку Милли, но со временем очень сильно к ней привязывается.
- Милдред Миллисента (Милли) Бартонбёргер (англ. Millie Burtonburger) — восьмилетняя младшая сестра Купа и хозяйка Кота. Избалованная и очень вредная. Она не знает, что кот — пришелец. Благодаря громкости своего крика (причем она, очень мощная: один раз своими истериками вызвала аномалию которой в этом районе никогда не было) она имеет власть над отцом, который готов сделать всё, чтобы она замолчала. Была в лагере для девочек, и поэтому может очень быстро установить палатку, не боится медведей. Почему-то конкурирует и враждует с Фиби, хотя у них бывают перемирия.
- Деннис Лоуренс Чан (англ. Dennis Lawrence Chan) — лучший друг Купа, азиат. Верит в теории заговора, считает многие городские легенды правдой. Мечтает, чтобы за ним прилетели пришельцы. Разница в дне рождения Купа и Денниса составляет один день, и они всегда хотят одинаковые подарки. В отличие от своего отца, говорит без азиатского акцента. Страхи Купа и Денниса одинаковы, они оба боятся пауков, темноты, Старуху Мансон, яблок в сахаре, оборотней, двухэтажных автобусов и трубкозубов, однако Куп, безусловно, смелее, хотя и Деннис преодолевает страх и всегда приходит на помощь. Не любит картофельное пюре и оленину.
- Энни Люсиа Мансон (англ. Annie Lucia Munson) — злобная старушка, соседка семьи Купа. Говорят, что ей 350 лет. Всё, что попадает к ней во двор, она считает своим и хранит в сарае. Ненавидит всё, кроме Милли, своего пса и садовых гномов. Состоит в клубе садоводов (в котором одни старики). Кот часто ворует у неё вещи и обвиняет в этом Купа. Она не называет Купа по имени, а только по фамилии. Актёр, исполняющий роль Капитана Бластероида — её племянник, поэтому она знает о нём практически всё, чему очень удивились Куп и Деннис. Пра-пра-прабабка Фионы Мансон.
- Барт Бартонбёргер (англ. Burt Burtonburger) — отец Купа, вдовец. У него есть «Дом обмена», в котором он и работает, меняя одни вещи на другие. Часто делает напитки или супы, которые никто не хочет есть, кроме него. Он ненавидит современные технологии и хочет жить в гармонии с природой. Считает себя «королём розыгрышей» и «гуру шуток». Является холостяком по жизни. В мультсериале не раскрывается, где и почему находится его жена.

### Второстепенные герои
- Лоренс и Харли Бэдвинсы (англ. Lorne Carnage and Harley Baldwin) — два хулигана, снимающие всё подряд на видеокамеру, в частности Купа. Оба двойняшки, и, поэтому оба рыжеволосые. Только вот Лоренс немного толстый и высокий, а Харли невысокий и худой. Выпускают жвачки с наклейками «Безумного Купа», с изображениями Купа в разных смешных позах и ситуациях, любят называть Купа трусом из-за его непонятных отношений с Котом, но сами боятся всего. Часто дают Купу различные клички, но являются его друзьями. Второе имя Лоренса — Бойня, а второе имя Харли — Ужас, что известно по серии «Неудачный обмен».
- Фиона Мансон (англ. Fiona Munson) — лучшая подруга и возлюбленная Купа. Троюродная пра-пра-правнучка Энни Мансон. И она тоже знает, что Кот — инопланетянин. Впервые появилась во втором сезоне в серии «Куп и Фиона». Они с Купом любят друг друга, но Миссис Мансон этого не одобряет, но и почти не препятствует их отношениям.
- Джессика Бэдвинс (англ. Jessica Baldwin) — появилась в сериях «Снова в школу», «Сокровище старухи Мансон» и «Хомяк возвращается». Мама Лоренса и Харли. Похожа на Лоренса тем, что дает клички Барту и Генри, любит единорогов. Её муж боится Бонго-Бонго и ненавидит чудовищ. В детстве походила на Лоренса с косичкой.
- Фиби Беюти (англ. Phoebee Beautie) — одноклассница Купа. Влюблена в него, но Куп не отвечает взаимностью и пытается держаться на расстоянии от неё. У неё карие глаза, такие же волосы и светло-коричневая кожа. Фиби часто соревнуется с Милли, однако является её подругой. У неё есть кошка Ханни-Флафф. Ревнует Купа к Фионе, поэтому ненавидит её.
- Генри Чан (англ. Henry Chan) — отец Денниса, азиат. Во всём соревнуется с Бартом. У него есть жена. В отличие от Барта, постоянно использует новейшие технологии.
- Ханни-Флафф Беюти (англ. Honey Fluff Beautie) — кошка Фиби. Это белая пушистая персидская кошка с голубыми глазами. Часто участвует в кошачьих конкурсах красоты.
- Гроулер Мансон  (англ. Growler Munson) — пёс Миссис Мансон. Часто открывает рот и с его языка капают слюни. Глуп и труслив. Всё время лает на Мистера Кэта. Оптимистичный беспомощный весёлый пёс, его порода — коричневая такса.
- Чикс (англ. Mr. Chicks) — хомяк, которого принесла Милли, не зная, что Мистер Кэт и хомяк давние враги. Также является инопланетянином. Появился в сериях «Хомяк завоеватель», «Хомяк возвращается», «Дорожные приключения» и «Кот возвращается домой часть 2». Куп и Деннис в этой серий узнали о том, что хомяк пришелец, но в серий «Хомяк завоеватель» не знали даже о том, что Милли принесла его. Он, в отличие от Мистера Кэта, умеет говорить. Также они с котом имеют схожую цель—захватить Землю.
- Кэт Коммандир (англ. Kat Kommander) — правитель кошачьей планеты Кетнип. Он фиолетового цвета. Носит фиолетовый плащ. Очень злой и жестокосердный, готов убить любого, кто не выполнит его распоряжение. Из-за любой мелочи начинает закатывать истерику. А когда ему весело — он танцует. Возможно ему нравится Доктор К. Появляется в сериях «Толстый кот», «Слабое место кота», «Сокровище старухи Мансон», «Куп — дворецкий кота», «Дом с привидениями», «Куп — звезда футбола», «Особо опасен» «Капитан Бластероид спешит на помощь», «Робот хранитель», «Кот возвращается домой». Ненавидит Милли за то, что она нашла слабое место кота. Любит подушечки с рыбой.
- Мэри и Гарольд Бартонбёргер (англ. Mary and Harold Burtonburger) — родители Барта Бартонбёргера и дедушка и бабушка для Купа. Появляются только в двух сериях: «Куп и Кот против Рождества», «Кот и кресло-качалка». Очень долго добирались до дома Бартонбёргеров, при этом объехали почти весь мир. Добродушные и любят всех родственников. На Рождество дарят Купу «Ракету Капитана Бластероида». В серии «Кот и кресло-качалка» прилетают к ним на воздушном шаре. Знают, что кот — пришелец. Для своего возраста очень уж экстремальные, весёлые и открытые для приключений.
- Мистер Киттэн (англ. Mr. Kitten) — сын Кэта — Коммандера. В бегстве прилетел на планету Земля, начав крушить всё вокруг. Хотел уничтожить всё семейство Купа, однако тот объединился с Кэтом и вместе они отправили Киттэна домой. Любит рок-н-ролл. В серии «Кот возвращается домой» подружился с Лорном и Харли. Явно недолюбливает своего отца.
- Кочитор Бэдвинс (англ. Cochitor Baldwin) — петух Лорна и Харли. Встречается в сериях «Вы пожалеете» и «Куп — гипнотизёр»
- Мисс Брениган (англ. Sarah Brenigan) — учительница Купа и старшая сестра Фионы. Разница в возрасте между сёстрами составляет 19 лет.
- Шелсис Чан (англ. Shelsis Chan) — жена Генри Чана. Известна по сериям «Домашний гольф», «Спортивный шторм» и «Комки шерсти атакуют». На стене у Генри висит её портрет, где она изображена со скалкой. Судя по всему, занимает в семье главенствующее положение.
- Дуэйн Элвиман и Дизи Сагендикс — друзья Барта, знающие его с восьмого дня рождения, который был испорчен отметкой бикини. Сначала они с Бартом думали, что миссис Мансон хочет их лишить счастливого детства, но ошиблись. Появились в серии «Добавь жару».
- Герберт Олдман — учитель Купа по научным проектам. Встречается в серии «Не оставляй меня без статики», «Котенок с острыми коготками», «Вот это ракета», «День розыгрышей» и «Снова в школу».
- Джои Малчч — садовод, судья разных конкурсов о растениях, в том числе «Гномы и сады».
- Малли Джонсис — подруга Милли в серии «Любимая мозоль». Позже рассорилась с Милли из-за Мистера Кэта.
- Тоби Спортис — тренер учеников Бутсвильской средней школы. Она любит то, что дети играют в команде. Упомянута в сериях «Бей как Бартонбергер», «Кот и мир будущего 1», «Куп-звезда футбола», «Назад в прошлое».
- Агенты базы 102 — секретные агенты, принимавшие Купа и его семью за пришельцев.
- Беатрис Перккинс — тётя Купера и Милдред. Упоминалась в серии «Аллергия» и «Деннис спасает мир» Куп её боится и ненавидит.
- Доктор К (англ. Dr. K) — возлюбленная Мистера Кэта. Сумела выучить человеческий язык. В оригинале говорила с русским акцентом.
- Бак Даймонд (англ. Buck Diamond) — Отдел по защите животных. Упоминался в серии «Особо опасен» Куп и Деннис их боятся и ненавидят.

#### Вымышленные
- Могильный ужас — ведущий телевизионного шоу, в котором показывает фильмы ужасов. В серии «Кошелёк или жизнь» в Хеллоуин берёт интервью у детей и всегда в телевизоре.
- Капитан Бластероид (Блайт) — супергерой, умеющий летать (вероятно, намёк на Супермена). Иногда можно увидеть его по телевизору в доме Купа. Носит красный плащ. Образец для подражания для Купа и Денниса. У него есть ракета. Актёр, исполняющий роль Капитана Бластероида — племянник Элизабет Мансон.

## Озвучивание
| Персонаж           | Английский         |
| ------------------ | ------------------ |
| Куп Бартонбёргер   | Эрин Мэтьюз        |
| Барт Бартонбёргер  | Тревор Дивэлл      |
| Милли Бартонбёргер | Кэтлин Барр        |
| Мистер Кэт         | Кэтлин Барр        |
| Лоренс Бэдвинс     | Кэтлин Барр        |
| Деннис Лоуренс Чан | Кэти Уэслак        |
| Энни Люсиа Мансон  | Линда Соренсон     |
| Харли Бэдвинс      | Брайан Драммонд    |
| Генри Чан          | Винсент Тонг       |
| Фиби Беюти         | Табита Сент-Жермен |
| Фиона Мансон       | Кьяра Дзанни       |

## Международный релиз
Kid vs. Kat можно увидеть на Disney XD и Disney Channel по всему миру.
| Страна                                                                           | Канал                                                                          |
| -------------------------------------------------------------------------------- | ------------------------------------------------------------------------------ |
| Канада                                                                           | YTV                                                                            |
| США                                                                              | Disney XD                                                                      |
| Румыния                                                                          | Disney Channel                                                                 |
| Молдова                                                                          | Disney Channel                                                                 |
| Болгария                                                                         | Disney Channel                                                                 |
| Греция                                                                           | Disney XD                                                                      |
| Россия Казахстан                                                                 | Jetix Russia (2009—2010) Канал Дисней (2010—2016) 50п50 (2024—настоящее время) |
| Квебек                                                                           | Vrak.TV                                                                        |
| Великобритания                                                                   | Disney XD                                                                      |
| Ирландия                                                                         | RTE Two (The Den) Disney XD                                                    |
| Португалия                                                                       | Disney Channel                                                                 |
| Швеция                                                                           | Disney XD                                                                      |
| Норвегия                                                                         | Disney XD                                                                      |
| Финляндия                                                                        | Disney XD                                                                      |
| Дания                                                                            | Disney XD                                                                      |
| Саудовская Аравия                                                                | Disney XD                                                                      |
| Германия                                                                         | Disney XD Super RTL                                                            |
| Польша                                                                           | Disney XD                                                                      |
| Мексика · Аргентина · Венесуэла · Бразилия · Колумбия · Эквадор · Перу · Уругвай | Disney XD                                                                      |
| Чили                                                                             | Disney XD                                                                      |
| Чили                                                                             | Canal 13                                                                       |
| Австралия                                                                        | Nickelodeon ABC 3                                                              |
| Новая Зеландия                                                                   | Nickelodeon                                                                    |
| Индонезия                                                                        | Global TV                                                                      |
| Нидерланды                                                                       | Disney XD                                                                      |
| Филиппины                                                                        | Nickelodeon                                                                    |
| Индия                                                                            | Disney XD                                                                      |
| Италия                                                                           | Disney XD                                                                      |
| Израиль                                                                          | Disney Channel                                                                 |
| Сербия                                                                           | Disney XD                                                                      |
| Сербия                                                                           | Disney Channel                                                                 |
| Южная Корея                                                                      | Nickelodeon                                                                    |
| Турция                                                                           | Disney XD Disney Channel                                                       |
| Южно-африканская республика                                                      | Disney XD                                                                      |
| Малайзия                                                                         | Nickelodeon                                                                    |
| Япония                                                                           | Disney XD                                                                      |
| Гонконг                                                                          | TVB Jade                                                                       |

## История создания

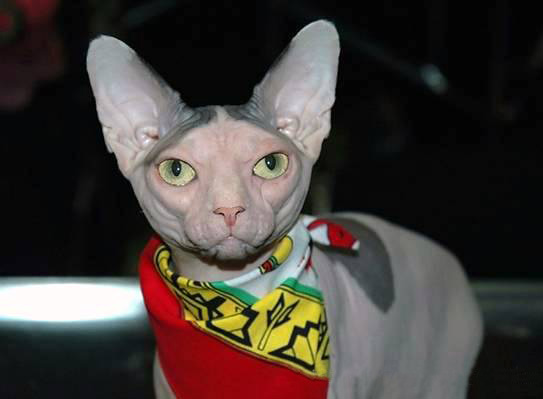
Кот породы Канадский сфинкс

История «Kid vs. Kat» началась с короткометражного мультфильма «Look What My Sister Dragged In» («Поглядите, что притащила моя сестра»), созданного на Studio B в 2006 году. После того, как мультфильм был показан на нескольких фестивалях и занял 15-е место среди пилотных выпусков на MIPCOM Junior, им заинтересовался канадский кабельный канал YTV, который начал выпуск первого сезона из 26-ти пятнадцатиминутных серий. В феврале 2008 года права на показ 52-х эпизодов сериала купил канал Jetix Europe.
Роб Бутилье рассказывал, что идея мультфильма пришла к нему в 2003 году, когда он взял себе в дом безволосую кошку и ему очень нравилось наблюдать за реакцией других людей на эту кошку. По мнению Бутилье, безволосые кошки чем-то похожи на пришельцев. Бутилье казалось, что его кошка и в самом деле была злом и что она, возможно, когда-нибудь попробует его «сделать».

## Текущее состояние
В 2011 году Бутилье заявил, что сериал закроется после 2 сезона.

## Список серий
Каждый эпизод сериала состоит из двух частей (эпизодов) подряд.

### 1 сезон (2008—2009)
| Название | Дата премьеры   | Премьера в России | Номер эпизода | Со всеми сезонами |
| --- | --------------- | ----------------- | ------------- | ----------------- |
| Начнём игру Let the games begin | 25 октября 2008 | 11 апреля 2009    | 1             | 1                 |
| Нормальную жизнь Купа нарушает прилетевший с другой планеты кот. Милли берёт кота домой, и он доставляет Купу одни неприятности. |                 |                   |               |                   |
| Ночь котов-зомби Night Of The Zombie Cat | 25 октября 2008 | 11 апреля 2009    | 1             | 1                 |
| Захотев показаться смелым, Куп смотрит фильм про Котов-Зомби. Кот, увидев это, решает напугать Купа, накрасившись в белый цвет и притворившись котом-зомби. |                 |                   |               |                   |
| Преступление и наказание Trespassers Will Be Persecuted | 30 декабря 2008 | 11 апреля 2009    | 2             | 2                 |
| Кот проказничает во дворе миссис Мансон и сваливает все свои проделки на Купа. |                 |                   |               |                   |
| Мяу мяу мяу Oh me-oh meow | 30 декабря 2008 | 11 апреля 2009    | 2             | 2                 |
| Милли покупает коту кроватку и отдаёт ему одеяло Купа. Но он забирает одеяло назад — тогда кот пытается привлечь к себе внимание истошными криками. |                 |                   |               |                   |
| Домик на дереве Do not fort sake me | 28 февраля 2009 | 11 апреля 2009    | 3             | 3                 |
| Когда Купу с Деннисом надоедает, что им мешает играть Милли со своим котом, они строят себе домик на дереве, но кот решает воспользоваться домом в своих целях. |                 |                   |               |                   |
| Печенье Cookie d’uh | 28 февраля 2009 | 11 апреля 2009    | 3             | 3                 |
| Милли и Фиби соревнуются, кто продаст больше всех печенья Гринигёл, но Милли съедает своё печенье, свалив на Купа. |                 |                   |               |                   |
| У врача Nip/duck | 7 марта 2009    | 11 апреля 2009    | 4             | 4                 |
| Кота ведут к доктору подстричь когти. Врач делает рентген, на котором ясно, что кот — инопланетянин. Он устремлённо хочет уничтожить снимок, но ему мешает Куп. |                 |                   |               |                   |
| Найти и обезвредить Search and de-toy | 7 марта 2009    | 11 апреля 2009    | 4             | 4                 |
| Папа покупает Купу игрушечный вертолёт. Стараниями кота вертолёт попадает во двор миссис Мансон. |                 |                   |               |                   |
| Куп и грипп Flu the Coop | 14 марта 2009   | 12 апреля 2009    | 5             | 5                 |
| Куп заболевает гриппом и остаётся дома с котом. Кот заражается от Купа, и видя это, Куп ещё больше старается навредить коту болезнью. |                 |                   |               |                   |
| Немного волшебства Class act | 14 марта 2009   | 12 апреля 2009    | 5             | 5                 |
| После одного из фокусов Купа кот неожиданно пропадает. Милли всех изводит, однако кот не исчез, а просто хорошо спрятался. Куп должен вернуть кота Милли. |                 |                   |               |                   |
| Кот-гипнотизёр Hypnokat | 21 марта 2009   | 12 апреля 2009    | 6             | 6                 |
| С помощью игрушечной мышки кот гипнотизирует всех котов в округе и натравливает их на Купа. |                 |                   |               |                   |
| Аллергия The Allergy | 21 марта 2009   | 12 апреля 2009    | 6             | 6                 |
| Куп пытается убедить отца в том, что у него аллергия на кота. А кот пытается убедить отца Купа, что у него аллергия на сына. |                 |                   |               |                   |
| Только я и клей Just me and glue | 28 марта 2009   | 12 апреля 2009    | 7             | 7                 |
| Папа берёт в Доме обмена робота. Кот перепрограммирует его. Куп, попытавшись остановить его приклеивается к коту. В итоге робот нападает на них обоих. |                 |                   |               |                   |
| Вы пожалеете You’re be show sorry | 28 марта 2009   | 12 апреля 2009    | 7             | 7                 |
| Кот участвует в конкурсе домашних питомцев. Куп пытается сделать так, чтобы он проиграл, иначе он вместе с котом отправится в путешествие. |                 |                   |               |                   |
| Как подготовиться к тесту How the test was won | 4 апреля 2009   | 12 апреля 2009    | 8             | 8                 |
| Куп пытается подготовиться к тесту по физике, но кот ему постоянно мешает. Благодаря ловушкам кота Куп сдаёт тест на отлично. |                 |                   |               |                   |
| Я в порядке, а ты — кот I’m okay, you’re a kat | 4 апреля 2009   | 12 апреля 2009    | 8             | 8                 |
| Папа даёт Купу кассету с позитивной установкой, и Куп приобретает позитивное мышление. Кот, которому это не нравится, меняет установку на негативную. |                 |                   |               |                   |
| Осторожно: Куп-оборотень Beware the were-Coop | 10 октября 2009 | 13 апреля 2009    | 24            | 24                |
| Купа кусает кот. Деннис считает, что теперь Куп превратился в оборотня, а кот старательно поддерживает в Деннисе это убеждение. |                 |                   |               |                   |
| Кошелёк или жизнь Trick or treat | 10 октября 2009 | 13 апреля 2009    | 24            | 24                |
| В Хэллоуин кот пытается связаться со своей планетой, а Куп пытается ему помешать. |                 |                   |               |                   |
| Наберите «B», чтобы вызвать няню Dial B for babysitter | 11 апреля 2009  | 13 апреля 2009    | 9             | 9                 |
| Кот пытается осуществить план вторжения с помощью гномов миссис Мансон. А она назначается няней Милли. |                 |                   |               |                   |
| Трава всегда жёстче The grass is always meaner | 11 апреля 2009  | 13 апреля 2009    | 9             | 9                 |
| Куп и Деннис убирают на участке миссис Мансон разрушения от кота. |                 |                   |               |                   |
| Одна большая, счастливая семья One big, happy family | 18 апреля 2009  | 13 апреля 2009    | 10            | 10                |
| Кот делает разные пакости и сваливает их на Купа. |                 |                   |               |                   |
| Счастливые туристы Happy campers | 18 апреля 2009  | 13 апреля 2009    | 10            | 10                |
| Семья Купа и семья Денниса выезжают на природу. Пока они соревнуются в способах выживания, ребята достают кота. |                 |                   |               |                   |
| Летающая тарелка U.F.Float | 25 апреля 2009  | 13 апреля 2009    | 11            | 11                |
| Куп с отцом конструирует летающую тарелку на конкурс, однако у кота есть свои планы по её применению. |                 |                   |               |                   |
| Играй по правилам Play n’ice | 25 апреля 2009  | 13 апреля 2009    | 11            | 11                |
| Секретный тайник кота папа случайно заливает льдом. Куп и Денис строят ледяной замок, а кот хочет попасть в свой бункер. |                 |                   |               |                   |
| Дом страха House of scream | 2 мая 2009      | 14 апреля 2009    | 12            | 12                |
| Куп устраивает «дом страха». Ночью кот заменяет все игрушечные ловушки на настоящие. |                 |                   |               |                   |
| Кошмар садовода Planter’s warp | 2 мая 2009      | 14 апреля 2009    | 12            | 12                |
| Кот что-то подмешивает в удобрения для растений, из-за чего они вырастают огромными и начинают охотиться на людей. |                 |                   |               |                   |
| Проклятие гробницы Тутанкитти Curse of Tutankitty’s tomb | 9 мая 2009      | 14 апреля 2009    | 13            | 13                |
| Кот путешествует по музею и решает освободить Тутанкити — древнего кота-злодея. |                 |                   |               |                   |
| Любимая мозоль Pet peeved | 9 мая 2009      | 14 апреля 2009    | 13            | 13                |
| Милли находит новую подружку и перестаёт обращать внимание на кота. Обидевшись, Мистер Кэт уходит из дома. Куп радуется. |                 |                   |               |                   |
| Не оставляй меня без статики Don’t give me no static | 16 мая 2009     | 14 апреля 2009    | 14            | 14                |
| Мистер Кэт создаёт машину, которая с помощью статического электричества притягивает подушечки с рыбой, а Куп уносит её на урок физики. |                 |                   |               |                   |
| Спортивный шторм Storm drainer | 16 мая 2009     | 14 апреля 2009    | 14            | 14                |
| Кот создаёт аппарат управления погодой и портит матч по бейсболу, в котором участвует Куп. |                 |                   |               |                   |
| Кошачье печенье Fushy frisky business | 30 мая 2009     | 14 апреля 2009    | 15            | 15                |
| Кот узнаёт, что именно в супермаркете продают его любимые подушечки с рыбой. Ночью кот отправляется в магазин за подушечками с рыбой, а Куп за своим мячиком. |                 |                   |               |                   |
| Домашний гольф Teed off | 30 мая 2009     | 14 апреля 2009    | 15            | 15                |
| Семья Купа и Семья Денниса проводит турнир по гольфу. Ребятам совсем не нравится это соревнование. |                 |                   |               |                   |
| Куп и кот против Рождества Kid vs. Kat vs. Christmas. Parts 1 and 2 | 30 ноября 2009  | 25 апреля 2009    | 26            | 26                |
| Куп надеется провести Рождество без боёв с котом. Кот пытается связаться со своей семьёй. Бабушка и дедушка Купа хотят приехать к Рождеству, но запаздывают. |                 |                   |               |                   |
| Рыбка в мутном озере Something Fishy In Owl Lake | 6 июня 2009     | 25 апреля 2009    | 16            | 16                |
| Куп с отцом едут на рыбалку. Милли и миссис Мансон увязываются за ними. А кот пытается найти свою посылку с другой планеты. |                 |                   |               |                   |
| Снова в школу Dire Education | 6 июня 2009     | 25 апреля 2009    | 16            | 16                |
| Папа приходит в школу на открытые уроки. Милли приносит в школу кота, и он пытается навредить Купу. |                 |                   |               |                   |
| Крадущийся Куп, затаившийся кот Crouching Cooper, Hidden Kat | 13 июня 2009    | 26 апреля 2009    | 17            | 17                |
| Мистер Кэт и Милли ставят в унизительное положение Купа. Последний обращается к Деннису с просьбой научить его боевым искусствам. |                 |                   |               |                   |
| День розыгрышей Tom-Kat Foolery | 13 июня 2009    | 26 апреля 2009    | 17            | 17                |
| 1 апреля Куп начинает разыгрывать весь город. Кот атакует всех с помощью летающих тарелок и сваливает всё на Купа. |                 |                   |               |                   |
| Мы верим в дога In Dog We Trust | 20 июня 2009    | 26 апреля 2009    | 18            | 18                |
| Видя, что Мистер Кэт боится огромного бродячего пса, Куп берёт последнего в качестве домашнего животного и телохранителя. |                 |                   |               |                   |
| Попробуй догони Catch My Drift | 20 июня 2009    | 26 апреля 2009    | 18            | 18                |
| Зимой Куп и Деннис отправляются кататься на огромную горку, однако планы меняются, когда им приходится прихватить с собой Милли. |                 |                   |               |                   |
| Дети в беде Suddenly Last Slammer | 27 июня 2009    | 2 мая 2009        | 19            | 19                |
| Миссис Мансон вызывает полицию. На месте происшествия полицейские обнаруживают Купа, Денниса, Лорна и Харли. Каждый из мальчиков рассказывает свою историю произошедшего.                                                                                               |                 |                   |               |                   |
| Кошачьи мечты The Kitty Vanishes | 27 июня 2009    | 2 мая 2009        | 19            | 19                |
| Купа приглашает на вечеринку Фиби. Пытаясь уклониться от предложения, Куп обнаруживает, что кот постоянно исчезает. Скоро он узнаёт что у кота есть подружка и он построил телепорт.                                                                                    |                 |                   |               |                   |
| Лови кота Capture The Kat | 11 июля 2009    | 2 мая 2009        | 20            | 20                |
| Кот находит себе оазис. Куп, Лорн, Харли, Деннис, Милли и Фиби играют в захват флага и мешают коту отдыхать, после чего он строит опасные ловушки. |                 |                   |               |                   |
| Космическое дело Outer Space Chase | 11 июля 2009    | 2 мая 2009        | 20            | 20                |
| Куп обнаруживает, что миссис Мансон знает о капитане Бластероиде больше, чем он сам. Вскоре к ней приезжает человек по внешнему виду похожий на капитана Бластероида…                                                                                                   |                 |                   |               |                   |
| Прочь, комары! Buzz off! | 18 июля 2009    | 2 мая 2009        | 21            | 21                |
| Во время дня Бутсвилля Мистера кота кусают несколько комаров. Его кровь сделала их больше и они стали подчиняться коту… |                 |                   |               |                   |
| Толстый кот Fat Kat | 18 июля 2009    | 2 мая 2009        | 21            | 21                |
| Коту приходить задание: нужно прислать на свою планету кошачьего печенья, однако, его нельзя есть Мистеру Кэту и за этим следит Кэт — Коммандер. В итоге Кот ищет альтернативные способы еды что приводит к ожидаемым результатам, которые нравятся Купу.               |                 |                   |               |                   |
| Куп-гипнотизёр The Kat Whisperer | 25 июля 2009    | 3 мая 2009        | 22            | 22                |
| Папа видит, как кот проявляет недюжинные способности, пакостя Купу и решает его отдать. Однако из-за плача Милли Барт оставляет его с условием, что Куп поладит с котом. Кот притворяется, что Куп загипнотизировал его, после чего все приводят к нему своих животных. |                 |                   |               |                   |
| Бей, как Бартонбёргер Bend It Like Burtonburger | 25 июля 2009    | 3 мая 2009        | 22            | 22                |
| Кот решает сделать роботов, чтобы они за ним ухаживали, а Куп учится играть в футбол. |                 |                   |               |                   |
| Долой этот джаз Stall That Jazz | 31 июля 2009    | 3 мая 2009        | 23            | 23                |
| Коту в ухо западает наушник, в связи с чем он становится намного чувствительнее к звукам. В этот же день Милли покупает огромные динамики. |                 |                   |               |                   |
| Осторожно, идёт ремонт Under Destruction | 31 июля 2009    | 3 мая 2009        | 23            | 23                |
| После того, как грузовик въехал в дом, водитель платит деньги за нанесённый ущерб. Барт решает сделать ремонт дома. В результате чего обнаруживаются тайники кота. |                 |                   |               |                   |
| Кот-хакер Hack Kattack | 17 октября 2009 | 3 мая 2009        | 25            | 25                |
| По одному из каналов покажут выступление Фиби. Кот и Куп добиваются снятия шоу с эфира разными способами… |                 |                   |               |                   |
| Вот это ракета It’s a Rocket, Man | 17 октября 2009 | 3 мая 2009        | 25            | 25                |
| Куп вступает в клуб и должен сделать ракету. Он делает совершенно никудышную ракету, которая толком и взлететь не может, но неожиданно его ракетой заинтересовывается кот, чтобы освободить посылку застрявшую на спутнике.                                             |                 |                   |               |                   |

### 2 сезон (2010—2011)
| Название | Дата премьеры    | Премьера в России[значимость факта?] | Номер эпизода | Со всеми сезонами |
| --- | ---------------- | ------------------------------------ | ------------- | ----------------- |
| Куп и Фиона Something about Fiona | 11 сентября 2010 | 18 февраля 2011                      | 1             | 27                |
| Куп влюбляется во внучку леди Мансон Фиону, а Мистер Кэт делает всё возможное, чтобы напакостить Купу. Барт решает пойти на свидание. Фиона спасает Купа и они вместе противостоят коту. |                  |                                      |               |                   |
| Слабое место кота Tickled Pink | 11 сентября 2010 | 18 февраля 2011                      | 1             | 27                |
| Кэт-Коммандер хочет уничтожить Милли за то, что кот не выполняет задания потому, что она чешет его за ухом. Куп, Деннис и Мистер Кэт стараются её спасти. Барт и Милли идут на шоу «супертяжеловозов» |                  |                                      |               |                   |
| Кот — повелитель зомби Flea Brains | 18 сентября 2010 | 23 февраля 2011                      | 2             | 28                |
| Мистер Кэт придумал «жучки», которые, попадая в ухо, гипнотизируют людей. А Милли учится у Барта строить карточные домики. |                  |                                      |               |                   |
| Деннис спасает мир Menace the Dennis | 18 сентября 2010 | 24 февраля 2011                      | 2             | 28                |
| Мистер Кэт собирается превратить всю воду города в молоко, а Купа увозят к тетушке, и вся надежда остается на Денниса. |                  |                                      |               |                   |
| Хомяк-завоеватель Cheeks of evil | 25 сентября 2010 | 5 марта 2011                         | 3             | 29                |
| Милли приносит домой хомяка, который оказывается инопланетянином и врагом Мистера Кэта. Чтобы не вводить под удар Милли, он переписывает календарь и Милли с Бартом едут в поход. Куп и Деннис в это время играют с Лорном и Харли в видеоигру. |                  |                                      |               |                   |
| Что посеешь, то и пожнёшь Reap it and Weep | 25 сентября 2010 | 5 марта 2011                         | 3             | 29                |
| Барт выращивает тыкву для участия в конкурсе садоводов, и Куп вызывается охранять её, но из-за кота город покрывается джунглями кошачьей мяты. |                  |                                      |               |                   |
| Капитан Бластероид спешит на помощь Blasteroid Blues | 2 октября 2010   | 5 марта 2011                         | 4             | 30                |
| Куп и Деннис приезжают в магазин, где собрались любители Капитана Бластероида. Тем временем Кэт-Коммандер подумал, что они настоящие воины, и приказал уничтожить их. Барт и Милли расположились в магазине электроники, и их прогнали из магазина. |                  |                                      |               |                   |
| Папа-крыс Rat a Phooey | 2 октября 2010   | 5 марта 2011                         | 4             | 30                |
| Мистер Кэт сделал оружие и выстрелил в Купа, но попал в его отца, который из-за этого превратился в крысу. А отец собирался выступить на конкурсе соусов. |                  |                                      |               |                   |
| Генеральная уборка Trash Talking | 9 октября 2010   | 18 марта 2011                        | 5             | 31                |
| Барт заставил Купа убраться в своей комнате, но сам не хотел расставаться с хламом. Куп прячет мусор туда, куда можно и находит с Деннисом в домике Мистера Кэта большое пространство. |                  |                                      |               |                   |
| Куп-пришелец Over the Radar | 9 октября 2010   | 18 марта 2011                        | 5             | 31                |
| Из-за Мистера Кэта Купа и его семью забрали на секретную базу для проверки и Мистер Кэт с Деннисом спасают семью Купа. |                  |                                      |               |                   |
| Скромный герой Nuff Said | 16 октября 2010  | 18 марта 2011                        | 6             | 32                |
| Куп и Деннис борются с котом и разрушают парк, это видит отряд скаутов и вызывает полицию. После этого Куп перестал сражаться с котом. А Милли с Фиби поссорились и захотели сделать как можно больше добрых дел. |                  |                                      |               |                   |
| Лови волну с Купом Rhymes With Coop | 16 октября 2010  | 18 марта 2011                        | 6             | 32                |
| Куп и семья приезжают на пляж, а на планете кота город очень сильно загрязняется и коты решают сделать из пляжа кошачий лоток. |                  |                                      |               |                   |
| Добавь жару Bringin' the Heat | 23 октября 2010  | 12 марта 2011                        | 7             | 33                |
| На улице холодный осенний день. Кот начал мёрзнуть и включил передатчик для управлением спутником, который направляет солнечные лучи на город. Теперь все страдают от жары. Температура достигает отметки бикини, когда в детстве Барта на его восьмом дне рождения Леди Мансон сняла платье. |                  |                                      |               |                   |
| Берегите нашу планету The Three Aarghs | 23 октября 2010  | 12 марта 2011                        | 7             | 33                |
| В школе дали задание — беречь энергию. Кто сбережёт больше — получит велосипед на солнечной энергии, но кот использует слишком много энергии и мешает Купу. |                  |                                      |               |                   |
| Кот и мир будущего. Часть 1 Kat to the Future Part 1 | 6 ноября 2010    | 26 марта 2011                        | 8             | 34                |
| Куп находит машину времени кота и использует для того, чтобы проучить кота, выиграть сегодняшний матч, вернуться в прошлое и запретить Милли взять кота. Но в итоге все становится намного хуже. |                  |                                      |               |                   |
| Кот и мир будущего. Часть 2 Kat to the Future Part 2 | 6 ноября 2010    | 26 марта 2011                        | 8             | 34                |
| Куп пытается отменить вторжения котов, которое он вызвал с помощью машины времени. Он находит отца, Милли, Фиби, Денниса и леди Мансон. |                  |                                      |               |                   |
| Таинственный мир канализации Down the Drain | 13 ноября 2010   | 2 апреля 2011                        | 9             | 35                |
| Изобретение кота, которое могло сделать отверстия на любом расстоянии, попало в канализацию, и он стал искать его, пугая жителей города. А Деннис с Купом подумали, что это крокодил. |                  |                                      |               |                   |
| 5 секунд на спасение Земли 9 to 5 to Oblivion | 13 ноября 2010   | 9 апреля 2011                        | 9             | 35                |
| Кот сделал передатчик, по которому на Землю движется армия котов, но Куп его ломает с помощью пушки, которая заедает и разрушает дом Денниса. Купу приходится работать в магазине Генри, чтобы оплатить ущерб. Милли с невиданным успехом работает в доме обмена. |                  |                                      |               |                   |
| Собака на вырост When Bad Dogs Go Big | 20 ноября 2010   | 9 апреля 2011                        | 10            | 36                |
| Кот сделал прибор, который всё увеличивает, но его случайно проглотил Гроулер и теперь пёс растёт и растёт. А Милли с отцом заигрываются в рыцарей и принцесс. |                  |                                      |               |                   |
| Робот-хранитель The Bottyguard | 20 ноября 2010   | 16 апреля 2011                       | 10            | 36                |
| На Землю прилетел робот с планеты котов. Он случайно попал в стирку, и из-за этого его программа сбилась. Теперь он считает Купа своим хозяином. Но на следующий день робот начал защищать Купа от всего, чуть его не заморозив. |                  |                                      |               |                   |
| Котёнок с острыми коготками Rebel with a Claw | 27 ноября 2010   | 16 апреля 2011                       | 11            | 37                |
| От Кэта-Коммандера на Землю улетел Мистер Киттен. Куп подумал, что это друг мистера Кэта, но ошибся. Поэтому он объединился с котом, чтобы победить врага. |                  |                                      |               |                   |
| Неудачный обмен Swap Wrecked | 27 ноября 2010   | 16 апреля 2011                       | 11            | 37                |
| Куп и Деннис нашли много оружия кота и выкинули его на помойку, но Барт выставил их в доме обмена. Теперь оружие кота распространилось по городу. А Куп и Деннис пошли на роботобойню. |                  |                                      |               |                   |
| Семейство на отдыхе Hit the road | 4 декабря 2010   | 16 апреля 2011                       | 12            | 38                |
| Папе надоела ссора Купа с котом, поэтому он отправил Купа и Милли на отдых в скаут-лагерь Гленна, а Кота в питомник. Семье Купа очень не нравится этот лагерь, а питомник оказывается настоящей тюрьмой. Но кот освободил себя и питомцев и запер владельца, теперь это питомник класса люкс. |                  |                                      |               |                   |
| Кот-похититель овец Never cry, sheep | 4 декабря 2010   | 23 апреля 2011                       | 12            | 38                |
| Фиона присылает Купу шарф, но кот его разматывает. Мистер Кэт похищает в Бутсвилле все шерстяные вещи, чтобы сделать себе большой клубок. И теперь он решает похитить овец… |                  |                                      |               |                   |
| Куп — дворецкий кота Kickin' Butler | 11 декабря 2010  | 23 апреля 2011                       | 13            | 39                |
| Кот сломал свой портальный фонарь, отправив Денниса по всему миру, и поэтому ради починки Куп стал дворецким кота. |                  |                                      |               |                   |
| Кот-невидимка You Kat See Me | 11 декабря 2010  | 30 апреля 2011                       | 13            | 39                |
| Кот изобрел невидимое зелье, и порвал домашнюю работу Купа, и из-за этого к ним в дом приходит Мисс Брениган, а кот превратил Купа в невидимку. |                  |                                      |               |                   |
| Кот и кресло-качалка Keep on rockin' | 12 марта 2011    | 30 апреля 2011                       | 14            | 40                |
| Бабушка и дедушка приехали навестить Купа. Они развлекались, как молодёжь, отец не одобрял этого, он подарил им кресла-качалки, которые мешали коту. Поэтому последний захотел уничтожить мебельную фабрику. |                  |                                      |               |                   |
| Всё за кошачий корм It’s in the bag | 12 марта 2011    | 7 мая 2011                           | 14            | 40                |
| В Бутсвиле кончилась кошачья еда. Кот голодает. Но Куп купил последний мешочек с хрустящими рыбками и не стал отдавать коту, так как хотел отомстить ему. Из-за этого мешка Куп стал сумасшедшим. |                  |                                      |               |                   |
| Король гномов King of The Pipsqueaks | 19 марта 2011    | 5 марта 2011                         | 15            | 41                |
| С помощью изобретения мистера Кэта оживают садовые гномы Леди Мансон. На голову Купа падает конус. Увидев это, гномы решили, что Куп — это король гномов. |                  |                                      |               |                   |
| Навстречу приключениям Down The Creek | 19 марта 2011    | 5 марта 2011                         | 15            | 41                |
| Милли грустит, так как не знает, чем заняться. Леди Мансон рассказывает, как много лет назад она путешествовала. Тогда они идут в поход. |                  |                                      |               |                   |
| Хомяк Возвращается Turn The Other Cheeks | 26 марта 2011    | 9 мая 2011                           | 16            | 42                |
| Злой хомяк Чикс вернулся, чтобы отомстить коту. Его поймали Лорн и Харли, взяли в школу его расчетный лист с теорией черных дыр и мистер Герберт посчитал их гениями. Все дети в космическом городке были сильно разочарованы Лорном и Харли. Хомяк побежал к коту, который все это время мучался из-за Милли, которая играла с ним во врача и пациента. Хомяк создал около дома Бартонбёргеров чёрную дыру, кот спас Милли от дыры, Куп из-за этого спас кота. |                  |                                      |               |                   |
| День Рождения Birthday Bashed | 26 марта 2011    | 9 мая 2011                           | 16            | 42                |
| У Купа день рождения. Его друзья и семья празднуют это в кегельбане, а кот идет на свидание со своей подружкой. Но дети мешают коту, сами того не зная, они покидают кегельбан и пытаются вернуться туда обратно. Милли пытается забить страйк, но у неё не получается. |                  |                                      |               |                   |
| Игры разума Mind Games | 2 апреля 2011    | 14 мая 2011                          | 17            | 43                |
| Чтобы поднимать тяжёлые детали, кот изобрёл усилитель мыслей, но прибор попал на Милли и сломался. Теперь она умеет управлять всем силой мысли. |                  |                                      |               |                   |
| Дорожные приключения Strange Kat on a Train | 2 апреля 2011    | 14 мая 2011                          | 17            | 43                |
| Куп и Кэт сломали редкую отцовскую вещь, теперь вся семья едет за ней на поезде к одному человеку, но там находится засада мистера Чикса. |                  |                                      |               |                   |
| Куп в кошачьей шкуре Board Kat | 5 апреля 2011    | 2 апреля 2011                        | 18            | 44                |
| Кот создал лазер, чтобы уничтожить Купа, но в результате они меняются мозгами. Барт решает, что Куп не хочет с ним разговаривать. |                  |                                      |               |                   |
| Сокровище старухи Мансон The Treasure of Sierra Munson | 5 апреля 2011    | 2 апреля 2011                        | 18            | 44                |
| У Кэт-Коммандера день рождения, и коту приходится сделать золотой памятник. Узнав, что Куп и Деннис собираются найти золото, он хочет их опередить. Однако, помимо них есть ещё кое-кто, охотившийся за золотом… |                  |                                      |               |                   |
| Потерянная память Fangs for the Memories | 9 апреля 2011    | 28 мая 2011                          | 19            | 45                |
| На дворе рождество, кот изобрел прибор, с помощью которого он высосал из Купа всю память о том, что он пришелец. Но прибор попадает Барту, который подумал, что это щетка для доски, и он вместе с Деннисом спасают мир от захватчиков. |                  |                                      |               |                   |
| Кино без границ Drive-In Me Crazy | 9 апреля 2011    | 28 мая 2011                          | 19            | 45                |
| Отец Купа становится владельцем кинотеатра, а кот создает прибор, который оживляет киноизображения. Куп сражается с монстрами, которые вылезли из экрана. |                  |                                      |               |                   |
| Комки шерсти атакуют Hair Brains | 16 апреля 2011   | 4 июня 2011                          | 20            | 46                |
| Идет дождь, детям нечего делать. Кот глотает волосы кукол и начинает отрыгивать их. Эти комки шерсти оказались живыми. Куп и Деннис с ними сражаются, но потом комки начинают вылизывать сами себя и тогда появляется целая гора живой шерсти. Отец решает пограть с Милли в настольные игры на чердаке, но несмотря на то, что Милли в первый раз в них играет, она все время выигрывает. |                  |                                      |               |                   |
| День хот-дога Hot Dog Day | 16 апреля 2011   | 4 июня 2011                          | 20            | 46                |
| В Бутсвиле День хот-дога. Честь нести соус досталась Купу и теперь ему предстоит не пролить бульон для хот-дога, чтобы его не изгнали, но кот ему мешает. |                  |                                      |               |                   |
| Куп — звезда футбола Amazing feet of Strength | 23 апреля 2011   | 11 июня 2011                         | 21            | 47                |
| Мистер Кэт подсчитывает собак и котов в Бутсвиле, но ему приходится убегать от них. Куп купил кеды для соккера, но они понадобились коту. |                  |                                      |               |                   |
| Назад в прошлое Me Coop,You Kat | 23 апреля 2011   | 11 июня 2011                         | 21            | 47                |
| Коту надоело проигрывать Купу. Поэтому, узнав, что только троглодит попадется на его шутки, Кот собрался превратить Купа в троглодита. У Купа завтра должно быть выступление в спортзале. |                  |                                      |               |                   |
| Куп против Мороженщика You scream, I scream | 30 апреля 2011   | 11 июня 2011                         | 22            | 48                |
| Куп встретил подростка-задиру Тодда Кронклинга, который работал мороженщиком. Вспомнив прежние страдания, Куп подрался с Кронклингом, забыв о планах кота. А Барт и Милли сделали картофельную батарейку, и кот воспользовался этой идеей, создав картофельный мини-реактор, а тем временем, Барт и Милли захотели перевести машину на энергию овощей. |                  |                                      |               |                   |
| Талисман на удачу Good Luck Harm | 30 апреля 2011   | 18 июня 2011                         | 22            | 48                |
| Кот в очередной раз сражался с Купом, он прошел через лестницу и его ждала неудача. Он поверил приметам и создал медальон удачи. Он вставил его в свой суперкостюм и стал сражаться с Купом, но встретил чёрного кота, который сел прямо на медальон и взорвал костюм. |                  |                                      |               |                   |
| Особо опасен Bootsville’s Most Wanted | 7 мая 2011       | 18 июня 2011                         | 23            | 49                |
| В очередной раз сражались Куп и кот, а Леди Мансон позвонила в отдел по защите животных и приехал офицер, который стал защищать кота. Куп и Деннис нашли в подвале вход в систему пещер, созданную котом. Куп увидел там кота и погнался за ним, Деннис потерялся и к ночи выбрался через статую в парке. Офицер увидел Купа во дворе Мансон, стал ездить вокруг дома и разрушил пещеру вместе с участком. |                  |                                      |               |                   |
| Бриллиантовый кот Kat of Diamonds | 7 мая 2011       | 23 июня 2011                         | 23            | 49                |
| Кот создал «теневую тарелку» для ‘ночного’ захвата, но пока только на макете, для настоящей ему нужно больше бриллиантов. Поэтому он обокрал ювелирный магазин, с помощью «солнечного затмения», когда они пошли выбирать корону Милли. В город приезжает Фиона, ухаживать за тётей Мансон, но Куп хочет сделать всё сам, чтобы она не пострадала; это вызывает у неё гнев. Деннис знакомиться с Эстель, которую он не замечает с первого класса. И они вместе идут помогать Купу и Фионе. Барт и Милли видят по ТВ, что их «подозревают» в краже бриллиантов и понимают, что их надо найти и вернуть, но начинают подозревать друг друга… Куп и Фиона мирятся и признаются, что они нравятся друг другу и позвращают ювелирные камни в магазин. |                  |                                      |               |                   |
| Куп против Миссис Мансон Coop d’etat | 14 мая 2011      | 23 июня 2011                         | 24            | 50                |
| Король котов потерял управление над спутником, который упал в окраинах Бутцвиля. Милли отправляется на экскурсию в ‘звёздный городок’, а с ней и Мистер Кэт, когда получил задание починить спутник босса, спрятался в её портфель в школе. Старуха Мансон становится новым учителем в школе, пока мисс Брениган не придёт в себя. После подставы от кэта, она оставляет Купа после уроков. Но они всем классом совершают побег. Мис Брениган с Бартом отправляются на рыбалку, но попадают в форс-мажоры… Кот, Куп, и леди Мансон разгромили звёздный городок, за что были наказаны (Мансон была уволена, а Купу и Коту надо десять тысяч раз писать на доске). Мисс Брениган пришла в чувство и стала воспринимать школу как курорт, как Куп.  |                  |                                      |               |                   |
| Миникуп The Incredible Shrinking Coop | 14 мая 2011      | 30 июня 2011                         | 24            | 50                |
| Наступил день отца, Куп решается помочь папе по дому, а Милли устраивает папе салон красоты. Кот построил слишком большую ракету, которую не может вытащить из своего домика. Он решается сделать уменьшитель и потом уменьшает Купа и Денниса, которые пытаются выжить, но потом они находят ракету и взлетают. Они врезаются в сарай и вынуждают кота починить уменьшитель, уменьшив его самого. В драке все увеличиваются, а на кота сваливается сарай, перегруженный из-за увеличившийся инструментов. |                  |                                      |               |                   |
| Дом с привидениями Who’s haunting who? | 21 мая 2011      | 14 мая 2011                          | 25            | 51                |
| Кот сделал в особняке Ле Бута телепорт. Жители подумали, что это призрак, а Куп и Деннис заинтересовались призраком. Но кот создал голограмму призрака, запугав Купа, Денниса, Лорна и Харли. По записи видеокамеры, Куп и Деннис поняли, что это был кот. Там они увидели слипшихся солдатов-котов, попавших туда через телепорт и папу, полностью облепленного ирисками. |                  |                                      |               |                   |
| Кот в твоей голове It’s all in your head? | 21 мая 2011      | 14 мая 2011                          | 25            | 51                |
| Агенты базы 102 вновь вернулись за USB-ключом с кодами запуска секретных спутников. Кот контролирует сознание агента Неаполетена, но белки ему мешают. |                  |                                      |               |                   |
| Кот возвращается домой-1 Kat went back 1 | 4 июня 2011      | 9 июля 2011                          | 26            | 52                |
| Видя плохую работу Мистера Кэта, император поручает устранить кота другому жирному коту, но ему мешает Барт. Куп, Деннис, Фиона, Милли, Лорн и Харли попадают в плен к роботам, и их вместе с Мистером Кэтом увозят на планету Котов. |                  |                                      |               |                   |
| Кот возвращается домой-2 Kat went back 2 | 4 июня 2011      | 1 сентября 2012                      | 26            | 52                |
| Ребята на Кошачьей планете попадают в тюрьму, где встречаются с хомяком. Мистер Кэт и его возлюбленная, Доктор К, помогают детям сбежать из тюрьмы и противостоять Кэту — Коммандеру. А император, видя упорство кота, снова посылает его на Землю следом за детьми. Милли, Лорн и Харли признают, что Мистер Кэт — инопланетянин, но кот стирает им и Фионе память. |                  |                                      |               |                   |